# Flèche (torpilleur)
Pour les articles homonymes, voir Flèche.
La Flèche est une canonnière torpilleur française des années 1880, l’un des huit navires de classe Bombe. Il a été lancé le 8 novembre 1885 par la Société Nouvelle des Forges et chantiers de la Méditerranée à La Seyne-sur-Mer, et a été commissionné dans la Marine nationale française en 1888. Le navire a été rayé de la liste de la marine en 1912 et mis au rebut.

## Conception
Les canonnières torpilleurs de classe Bombe ont été conçues comme de petits trois-mâts à cheminée unique (initialement gréés), avec des étraves en forme de bélier, des poupes saillantes et des côtés inclinés vers l’intérieur,. La coque était en acier.
Le navire avait une longueur entre perpendiculaires de 59,2 mètres, une largeur de 5,97 mètres et un tirant d'eau de 3,17 mètres,. Le déplacement était de 395 tonnes à charge normale,, ,. Le navire était propulsé par deux moteurs à vapeur verticaux d’une puissance totale de 1800 ch, auxquels la vapeur était fournie par quatre chaudières de locomotive,. La vitesse maximale du navire à deux hélices était de 18 à 19 nœuds,. Le navire transportait an maximum 108 tonnes de charbon,.
L’armement se composait initialement de deux canons Hotchkiss de 47 mm L/40 modèle 1885, situés à l’avant et à l’arrière, et de cinq canons-revolver de 37 mm L/20 modèle 1885,. Le navire était équipé de deux tubes lance-torpilles simples de 350 mm situés au-dessus de l’eau,.
Le blindage ne concernait que la superstructure, et avait 13 mm d’épaisseur,.
L’équipage se composait de 70 officiers, officiers mariniers et matelots,,,.

## Carrière
La Flèche a été construite au chantier naval de la Société Nouvelle des Forges et chantiers de la Méditerranée,. Elle a été mise en chantier en octobre 1884 et lancée le 8 novembre 1885,.
La Flèche est commissionnée dans la Marine nationale en 1888,. Dans les années 1890, les chaudières de locomotives problématiques ont été remplacées par des chaudières Lagrafel-d’Allest,. L’armement du navire a également été modernisé, des canons de 47 millimètres étant montés sur des affûts à la place de deux canons revolvers de 37 mm. Le navire a été désarmé en 1912 et mis au rebut,.